# 小行星2649
小行星2649（2649 Oongaq）是一颗围绕太阳公转的小行星。1980年11月29日，愛德華·鮑威爾在可可尼诺县发现了此天体。
該小行星以「高處」的霍皮語命名。
这颗小行星的绝对星等为169.41361等。